# Gijbeland
Gijbeland is een buurtschap in de gemeente Molenlanden, in de Nederlandse provincie Zuid-Holland. De buurtschap maakt deel uit van het dorp Brandwijk.
De buurtschap is gelegen op de noordoever van de Graafstroom, tegenover het dorp Molenaarsgraaf.